# Uli der Pächter (Roman)

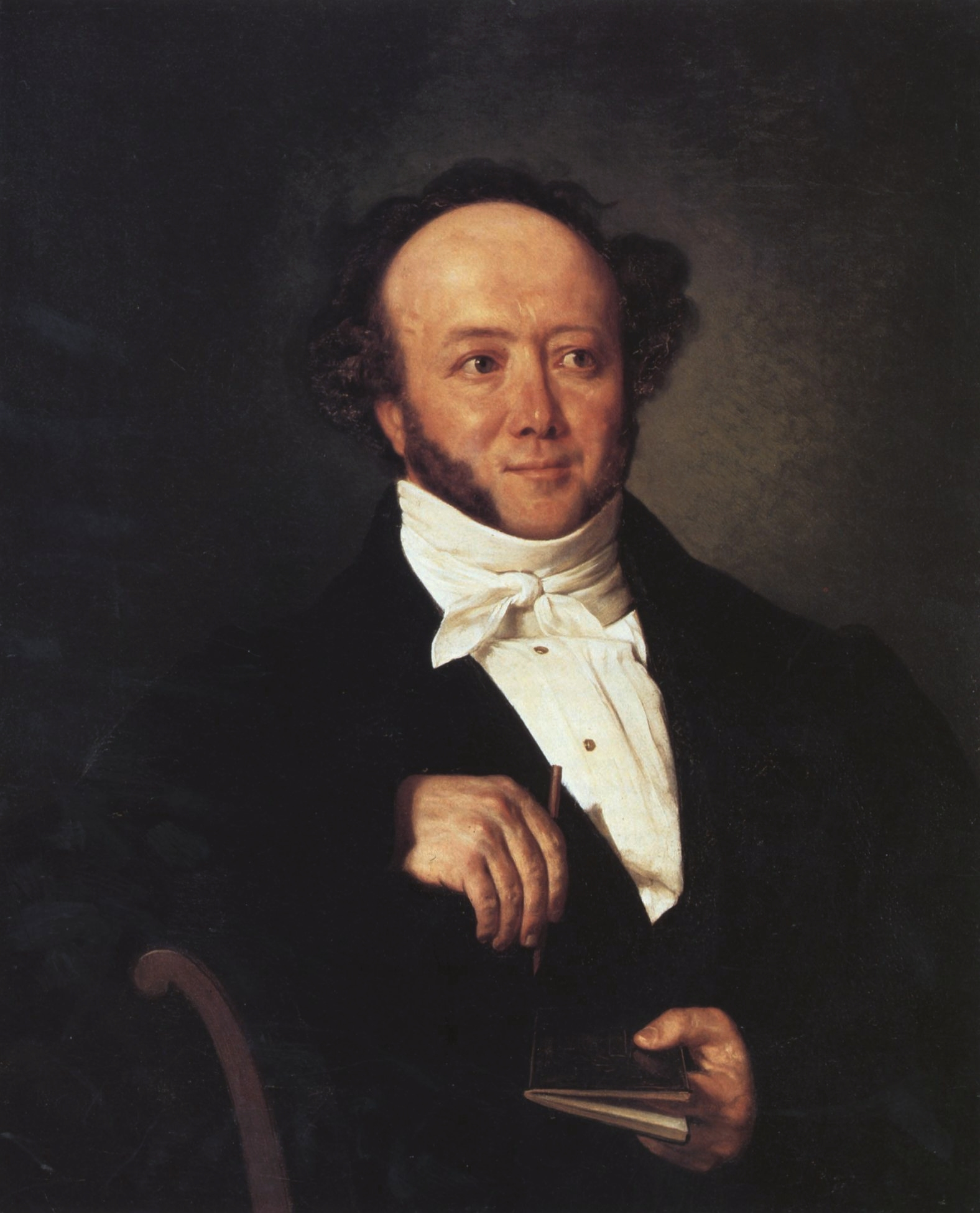
Jeremias Gotthelf um 1844

Uli der Pächter ist ein Roman von Jeremias Gotthelf,  der 1849 als Folgeband von Uli der Knecht (1841) erschien. Der Roman handelt nach 1834 im Berngebiet. Uli erfährt als Pächter in seinem bäuerlichen Umkreis zwar leidvoll die Schlechtigkeit der Menschen, hat aber auch Helfer in der Not. Der Roman wurde 1955 mit Liselotte Pulver verfilmt.
Der Roman erschien erstmals 1853 in einer „freien“ französischen Übersetzung (Ulric le fermier); 2003 kam Raymond Laueners Neufassung heraus (Uli le fermier).

## Kapitelübersicht
1. Eine Betrachtung
2. Der Antritt der Pacht
3. Das Erntefest oder die Sichelten
4. Wie zwei Säemänner an zwei Ackern stehn und wie verschiedenen Samen sie aussäen
5. Kraut und Rüben durcheinander, wie es sich gibt in einer Haushaltung
6. Ein Kindlein kommt und wird getauft
7. Eine Überraschung, aber keine angenehme
8. Wie Zögern wechselt mit Überraschen, aber ebenfalls nicht auf angenehme Weise
9. Vom Gemüt und vom Gesinde
10. Wie bei einer Taufe Weltliches und Geistliches sich mischen
11. Von einer Falle, welche Uli abtrappet, aber diesmal noch ohne Schaden
12. Dienstbotenelend
13. Von Haushaltungsnöten und daherigen Stimmungen
14. Von Verträgen und allerlei Künsten und Kniffen
15. Wie viel man an einem Tage gewinnen und wie viel man verlieren kann
16. Es kömmt Angst, und über jedes eine andere
17. Nach der Angst kommt der Tod
18. Ein Gericht und zwei Sprüche
19. Ein ander Gericht und ein einziger Spruch
20. Des Spruches Folgen
21. Wie Uli mit Menschen rechnet und Gott sucht
22. Uli erlebt ein Abenteuer
23. Joggeli erlebt auch was und was Altes: daß was einer säet, er auch ernten muß
24. Wie Gott und gute Leute aus der Klemme helfen
25. Wie der Knäuel entwirrt wird
26. Der neue Bauer in der Glungge erscheint
27. Die dritte Reise zum Bodenbauer
28. Wie die Welt im Argen bleibt und gebesserten Menschen es gut geht mitten in der argen Welt

## Inhalt
Nachdem Uli sein Vreneli geheiratet hat, pachtet er von Joggeli die Glungge. Joggeli zieht sich mit seiner Frau auf das Altenteil zurück. Die Glunggenbäuerin – das ist Vrenelis Tante – hatte das Mädchen erzogen und hat sie „lieber als die eigenen Kinder“. Vreneli ist in der Glungge aufgewachsen und hat von der Welt wenig gesehen. Uli besitzt sechshundert Taler und muss Joggeli jährlich achthundert Taler Pacht zahlen. Die Auseinandersetzungen mit Vreneli, die Haushaltung betreffend, lassen nicht lange auf sich warten und dauern über den Roman hinweg an. Zum Beispiel schilt er Vreneli, wenn sie Bettlern Kuchen bäckt. Die Verlängerung der Arbeitsverträge mit dem Personal zögert Uli durch beharrliches Schweigen hinaus. Zwei der besten Knechte nehmen eine andere Stellung an. Während Vreneli im Haus Vorräte horten möchte, will Uli möglichst alles versilbern. Was nichts kostet, gefällt ihm am besten. Bei allen Differenzen hat Uli seine Frau von Herzen lieb. Er weiß, was er an ihr hat. Während der Handlungszeit des Romans werden dem Paar mehrere Kinder geboren, die wohl geraten. Für das erste, ein Mägdelein, überredet Uli den geizigen Großbauern Hagelhans aus dem weit entfernten Blitzloch zur Patenschaft. Der bärbeißige reiche Verwandte der Glunggenbäuerin bleibt der Taufe fern. Doch Ulis „alter Meister, der Bodenbauer“ und dessen Frau, die Bodenbäuerin, sind dem jungen Paar zugetan.
Zwar beschert das erste Jahr gute Ernteerträge, doch der Pächter blickt sorgenvoll in die Zukunft. Vreneli, „himmelweit von einer Kopfhängerin entfernt“, vollbringt es immer wieder, ihrem Mann die beständig nieder drückende Sorge um das Geld auszutreiben. Wenn Uli dem Joggeli den Pachtzins bringt, stehen Joggelis Sohn und Schwiegersohn – zwei Spekulanten und Erpresser – wie gerufen in der Tür und luchsen dem Vater die Pacht bis auf den letzten Taler ab. Joggeli weiß bald nicht mehr, wie er sich der beiden Blutsauger erwehren soll. Immer kleinlicher und bösartiger gegen Uli, lügt Joggeli in seiner Not darauf den geldhungrigen Kindern vor, er habe den Pachtzins von Uli für das laufende Jahr noch gar nicht erhalten und bringt somit das junge Ehepaar in die größten Schwierigkeiten. Vrenelis wachsame Tante schreitet in letzter Minute ein und verhindert entschlossen weiteres Unglück. Die Tante richtet Vreneli auf: „Verliere den Mut nicht, sonst ist alles verloren.“ Vreneli, mit der Zeit selbstbewusst geworden, erteilt Uli eine Lektion von der Gleichberechtigung der Ehefrau und gibt die Strategie vor, wenn es um das schwierige Beschaffen des Geldes geht.
Uli ist „nur Pächter“, also kein Bauer. So muss er „undiszipliniertes Volk“, also Leute,  „welche was Unrichtiges haben“, als Gesinde dingen. Uli prügelt den Melker und jagt einen Knecht fort. Der gutgläubige Pächter wählt sich mit dem Müller und dem Wirt zwei Freunde, die ihn nach Strich und Faden übervorteilen. Vreneli erkennt die Falschheit der „Freunde“ wohl, doch Uli hält unbeirrt in gutem Glauben an den zwei Freundschaften fest.
Vrenelis gute Tante stirbt an Brustwassersucht. Die leiblichen Kinder der Toten erweisen sich – einschließlich deren Ehepartnern – allesamt als Leichenfledderer.
Das Unheil nimmt seinen Lauf, nachdem Uli einem Mann eine Kuh verkauft hat. Uli soll die Kuh zurücknehmen, weil der Verkauf „nicht redlich“ abgelaufen wäre. Es kommt zum langwierigen „Prozeß“, dessen Kosten viel höher wachsen, als es der Erlös beim Verkauf der Kuh gewesen war. „Der Prozeß frißt sich in“ Ulis „Seele, bildet den alleinigen Mittelpunkt“ seiner „Gedanken“. Zwar gewinnt Uli die gerichtliche Auseinandersetzung, doch Gott straft ihn sogleich – verhagelt die Ernte. Der Pächter ist ruiniert. Zudem fordert Joggeli kurz nach dem Unwetter hämisch ausstehende Pachtbeträge. Der Bodenbauer hingegen, obwohl er Ulis Fehler klar erkennt, hilft in der Not. Der Pächter erkrankt schwer. Ein „Nervenfieber“ wirft ihn nieder. Als Uli nach längerer Zeit vom Krankenlager aufsteht, sieht es so aus, als bedauerten die „guten“ Freunde sein Überleben und wollen kein Wort von den ausstehenden Rechnungen hören. Der Wirt und der Müller verlachen Uli und tauschen belustigt ihre Betrugsstrategien aus: Auf Borg kaufen, der Bezahlung ausweichen und die Last von einer Achsel auf die andere legen.
Das Pächter-Ehepaar befürchtet, „aus dem Hof vertrieben zu werden“. Vreneli ruft den Bodenbauer zu Hilfe. Der eilt herbei und muss erschrocken erkennen, Joggeli, „der reiche Glunggenbauer“, ist nicht mehr bei Sinnen und wurde von den eigenen Kindern ausgeplündert. Vreneli, die als Kind lange „das Gnadenbrot“ des Glunggenbauer „gegessen“,  hält trotz allem zu Joggeli. Da die Glungge schwer mit Schulden belastet ist, muss die „Vermögensmasse“ verkauft werden. Ein paar Tage vor Prozessbeginn wird Joggeli vom „Schlagfluß“ gelähmt und stirbt. Vreneli und Uli hängen an dem Hof, haben aber kein Geld. So wird die Glungge versteigert. Der neue Bauer zieht ein. Vreneli gesteht ihm, sie sei unehelich geboren. Die Mutter sei bei der Geburt gestorben.
Es stellt sich schließlich heraus, der Hagelhans aus dem Blitzloch ist der neue Glunggenbauer. Er hat den Hof für sechzigtausend Gulden gekauft. Es sieht so aus, als bekäme der alte kinderlose Menschenfeind wieder Verlangen nach Menschen. Er verpachtet Uli die Glungge zu günstigen Konditionen. Es geht bergauf. Der Pächter Uli macht wieder Gewinn. Auf einmal ist er wohlhabend. Vreneli kommt mit dem Hagelhans gut zurecht. Er erfüllt ihr fast jeden Wunsch. Hagelhans bittet Vreneli, sie soll ihn Vater nennen, weil er seiner Ansicht nach ihr Vater sei. Vreneli und Uli stehen „mit Bangen“ vor einer ganz neuen Bewährung. Uli soll – weil er die richtige Frau geheiratet hat – ein reicher Bauer werden.

## Zitate
- „Zuwenig und zuviel verderben alle Spiel!“[8]
- „Selten ist Einer so böse, daß er nicht noch Gutes an sich hat.“[9]
- „Das Andauernde, Stätige ist viel schwerer als einzelne Heldentaten.“[10]
- „Denen ist wohl, die sterben können.“[11]
- „Wem nicht zu raten ist, dem ist auch nicht zu helfen.“[12]
- „Alles Irdische hält nicht ewig.“[13]

## Rezeption
- Cimaz bespricht den Doppelroman ausführlicher.[14] Alle Kraft schöpfe Uli der Pächter gegen Ende des zweiten Romanteils aus seiner Frömmigkeit.[15] Cimaz geht außerdem besonders auf die in das Leserauge stechende Gier nach Gut und Geld der beiden Joggeli-Kinder ein. Die Wurzel dieses Übels liege im „ängstlichen Egoismus“[16] Joggelis.

## Verfilmung
Am 13. April 1956 wurde der Film „Uli, der Pächter“, 1955 unter der Regie von Franz Schnyder entstanden, uraufgeführt. Hannes Schmidhauser spielte den Uli, Liselotte Pulver seine Frau Vreneli, Emil Hegetschweiler den Glunggenbauer Joggeli und Hedda Koppé, seine Frau, die Glunggenbäuerin.

### Erstausgabe
- Jeremias Gotthelf: Uli der Pächter. Ein Volksbuch (Reihentitel: Uli der Knecht. zweiter Theil). 416 Seiten. Julius Springer, Berlin 1849. Grüner Halbmaroquinlederband mit goldgeprägtem Rückentitel und Rückenvergoldung.

### Ausgaben
- Jeremias Gotthelf: Uli der Pächter. 5. Auflage. Diogenes, Zürich 2004, ISBN 978-3-257-20562-6.